# Petter
Petter, mansnamn, norsk och även svensk form av grekiskans Petros. Namnet kom till Sverige med kristendomen och aposteln Petrus, vars egentliga arameiska namn - Kepa eller Kepha - betyder "klippa". Det kan också tänkas att Petter härstammar från Peter, en engelsk form av Petrus som betyder just "klippa".
Namnet togs in i svenska almanackan 1986 tillsammans med Peter på den 29 juni där Petrus sedan länge haft sin namnsdag. 1993 försvann Petter och 2001 även Petrus. Petter saknar sedan dess en namnsdag. I den finlandssvenska namnsdagslängden har Petter namnsdag 29 juni sedan 1995.

## Statistik
Av de män som var folkbokförda i Sverige den 31 december 2007, fanns 9 694 män med förnamnet Petter. Av dessa hade 5 078 namnet Petter som tilltalsnamn/förstanamn.

## Kända personer med namnet Petter
- Petter (artist) – svensk rappare
- Petter Andersson – svensk fotbollsspelare
- Petter Lidbeck – författare
- Petter Hansson – fotbollsspelare
- Johan Petter Johansson – uppfinnare av bl.a. skiftnyckeln
- Petter Northug – norsk skidåkare
- Petter Solberg – norsk rallyförare
- Petter Stenborg – svensk teaterdirektör
- Petter Stordalen – norsk investerare och hotellmagnat
- Karl-Petter Thorwaldsson